# Koteleva (huyện)
Huyện Koteleva (tiếng Ukraina: Котелевський район, chuyển tự: Kotelevas’kyi raion) là một huyện của tỉnh Poltava thuộc Ukraina. Huyện Koteleva có diện tích 795 kilômét vuông, dân số theo điều tra dân số ngày 5 tháng 12 năm 2001 là 21564 người với mật độ 27 người/km2. Trung tâm huyện nằm ở Kotelva.